# Battista Mondin
Battista Mondin (Vicenza, 29 de julho de 1926 — Parma, 29 de janeiro de 2015) foi um sacerdote do Instituto Xaveriano e Doutor em Filosofia e religião junto à Universidade Harvard. Durante vários anos foi professor de filosofia na Faculdade de Filosofia da Pontifícia Universidade Urbaniana, em Roma.

## Obras Publicadas

### Ética
- Ética e Política

### Filosofia
- Antropologia filosofica. Manuale di filosofia sistematica
- La Metafisica Di S. Tommaso D'Aquino e i Suoi Interpreti
- Storia dell'antropologia filosofica
- Antropologia filosofica e filosofia della cultura e dell'educazione
- Epistemologia e cosmologia
- Logica, semantica e gnoseologia
- Ontologia e metafisica
- Storia della metafisica (1)
- Storia della metafisica (2)
- Storia della metafisica (3)
- Ermeneutica, metafisica, analogia in s. Tommaso
- History of mediaeval philosophy (A)
- Storia della filosofia medievale
- Dizionario enciclopedico di filosofia, teologia e morale
- Il sistema filosofico di Tommaso d'Aquino
- Corso di storia della filosofia (2)
- Corso di storia della filosofia (3)
- Corso di storia della filosofia (1)
- L'uomo: chi è?
- Introduzione alla filosofia. Problemi, sistemi, filosofi
- La filosofia dell'essere di s. Tommaso d'Aquino

### Teologia
- Maria madre della Chiesa. Piccolo trattato di mariologia
- Dizionario storico e teologico delle missioni
- Dizionario enciclopedico del pensiero di san Tommaso d'Aquino
- Essere cristiani oggi. Guida al cristianesimo
- Il problema di Dio. Filosofia della religione e teologia filosofica
- La cristologia di san Tommaso d'Aquino. Origine, dottrine principali, attualità
- Storia della teologia (4)
- Storia della teologia (1)
- Storia della teologia (2)
- Storia della teologia (3)
- Gli abitanti del cielo
- Gesù Cristo salvatore dell'uomo
- La chiesa sacramento d'amore
- La trinità mistero d'amore
- Dizionario dei teologi
- Introduzione alla teologia
- Dio: chi é? Elementi di teologia filosofica
- Scienze umane e teologia
- Cultura, marxismo e cristianesimo
- I teologi della liberazione
- Il problema del linguaggio teologico dalle origini ad oggi
- Filosofia e cristianesimo
- I teologi della speranza
- I grandi teologi del XX secolo (1)
- I grandi teologi del XX secolo (2)
- I teologi della morte di Dio
- Dizionario enciclopedico di filosofia, teologia e morale. Software
- Filosofia della cultura e dei valori
- Le realtà ultime e la speranza cristiana

### Religião
- Nuovo dizionario enciclopedico dei papi. Storia e insegnamenti
- Commento al Corpus Paulinum (expositio et lectura super epistolas Pauli apostoli) (2)
- The Popes of the modern Ages. From Pius IX to John Paul II
- La chiesa primizia del regno. Trattato di ecclesiologia
- Mito e religioni. Introduzione alla mitologia religiosa e alle nuove religioni
- L'uomo secondo il disegno di Dio. Trattato di antropologia teologica
- Preesistenza, sopravvivenza, reincarnazione
- Teologie della prassi
- L'eresia del nostro secolo

### Sociedade
- Storia dell'antropologia filosofica
- Antropologia filosofica. L'uomo: un progetto impossibile?
- Philosophical anthropology
- Una nuova cultura per una nuova società